# Prosper Avril

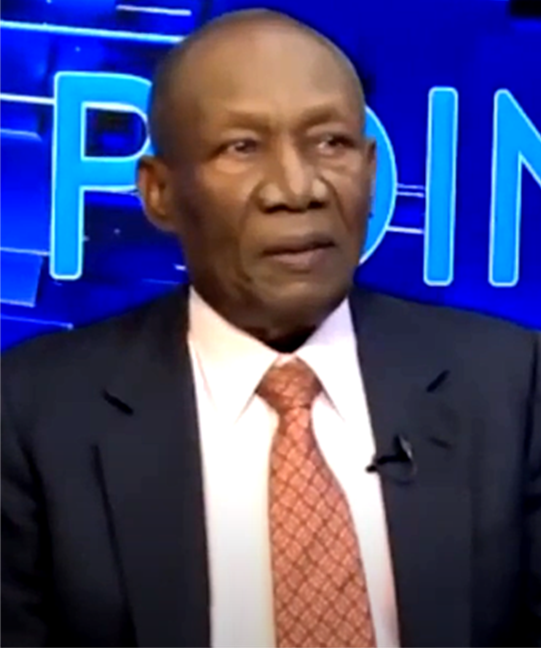
Prosper Avril (2021)

Prosper Avril (* 12. Dezember 1937 in Thomazeau, Département Ouest) ist ein haitianischer Generalleutnant, Politiker und ehemaliger Präsident von Haiti.

## Biografie

### Militärische Laufbahn und Sturz Duvaliers
Avril trat der Armee Haitis (Forces Armées d'Haïti) bei, wo er auch Absolvent der Militärakademie und Angehöriger der Präsidialgarde von Diktator François Duvalier war. Den überwiegenden Teil seiner militärischen Laufbahn verbrachte er im Präsidentenpalast (Palais National), wo er schließlich verantwortlich für die Versorgung der Armee mit Material und Waffen war. Zugleich war er einer der militärischen Berater Duvaliers, der ihn zunächst 1983 entließ, dann allerdings noch im Januar 1986 zum Oberst beförderte. Zu dieser Zeit war er wiederum einer der engsten Berater des Präsidenten und Mitverantwortlicher für die Überweisung von Millionenbeträgen auf Konten Duvaliers in Frankreich.
Nach dem Sturz von Präsident Duvalier am 6. Februar 1986 gehörte er für kurze Zeit als Mitglied dem Nationalen Regierungsrat unter dem Vorsitz von Generalleutnant Henri Namphy an. Allerdings wurde er bereits am 21. März 1986 wegen seiner engen Verbindungen zur Familie Duvalier zum Rücktritt gezwungen. Am 7. Februar 1988 wurde er vom neuen Präsidenten Leslie Manigat allerdings wiederum im Rang eines Obersts zum Inspekteur der Präsidialgarde ernannt. Am 20. Juni 1988 gehörte er dann zu den Unterstützern von General Namphy, der in einem erneuten Staatsstreich Präsident Manigat absetzte. Avril wurde daraufhin zum Brigadegeneral befördert sowie zum Generaladjutanten der Streitkräfte ernannt.

### Präsident von Haiti 1988 bis 1990 und spätere Lebensjahre
Nach der Absetzung von Namphy am 17. September 1988 wurde er als dessen Nachfolger Präsident von Haiti. Zugleich wurde er im Range eines Generalleutnants auch Oberkommandierender der Streitkräfte. Zu der von ihm angekündigten Durchführung von Wahlen kam es jedoch nicht. Diese Ämter übte er bis zum 10. März 1990 aus, als er wegen aufkommender Straßenproteste zurücktrat und seine Machtbefugnisse an Generalmajor Hérard Abraham übergab. Anschließend ging er ins Exil, wo er mit Unterstützung der Regierungen von Frankreich und der USA Druck auf die amtierende Regierung ausübte. Nach seiner Rückkehr nach Haiti 1993 zog er sich aus dem politischen Leben zurück.
Kurz nach der Wahl von Jean-Bertrand Aristide zum Präsidenten im Februar 2001 wurde er im Mai 2001 wegen angeblicher Umsturzversuche festgenommen und inhaftiert. Trotz zweier Gerichtsentscheidungen, die seine Freilassung anordneten, blieb er in Haft und wurde erst nach der Absetzung von Aristide im Februar 2004 freigelassen.

### Veröffentlichungen
Seit seiner Freilassung ist er wie bereits zuvor als Schriftsteller tätig und war Verfasser der Bücher:
- "Appeal To History", 1999 (Appell an die Geschichte), ISBN 1-58112-784-7
- "Haiti 1995–2000: Le Livre Noir de l'Insécurité" (Haiti 1995–2000: Das Schwarzbuch der Unsicherheit), ISBN 978-1-58112-533-7
- "L'Armée d'Haiti : Bourreau ou Victime?" (Die Armee von Haiti: Henker oder Opfer)